# Групповой объект
Групповой объект — это обобщение понятия группы на объект произвольной категории, во многих случаях групповой объект можно понимать как группу с дополнительной структурой. Типичный пример — топологическая группа, имеющая структуру топологического пространства, согласующуюся с групповой структурой, в том смысле, что групповая операция непрерывна.

## Определение
Пусть C — категория с терминальным объектом 1, в которой для любых двух объектов существует их произведение. Групповой объект в C — это объект G категории C вместе с тройкой морфизмов:
- m : G × G → G (морфизм, соответствующий «групповой операции»)
- e : 1 → G («вложение тождественного элемента»)
- inv: G → G («взятие обратного элемента»),

для которых должны выполняться следующие свойства (соответствующие аксиомам группы):
- m ассоциативен, то есть {\displaystyle m\circ (m\times \mathrm {id} _{G})} и {\displaystyle m\circ (\mathrm {id} _{G}\times m)} — один и тот же морфизм {\displaystyle G\times G\times G\to G} (здесь мы каноническим образом отождествляем {\displaystyle (G\times G)\times G} и {\displaystyle G\times (G\times G)});
- e является двусторонне нейтральным элементом, то есть {\displaystyle m\circ (e\times \mathrm {id} _{G})=p_{2},} где {\displaystyle p_{2}:1\times G\to G} — естественная проекция на второй множитель, и {\displaystyle m\circ (\mathrm {id} _{G}\times e)=p_{1},} где {\displaystyle p_{1}:G\times 1\to G} — естественная проекция на первый множитель;
- обратный элемент действительно является обратным, то есть, если d : G → G × G — диагональное отображение, а eG : G → G — композиция единственного морфизма G → 1 и морфизма e, то {\displaystyle m\circ (\mathrm {id} _{G}\times \mathrm {inv} )\circ d=m\circ (\mathrm {inv} \times \mathrm {id} _{G})\circ d=e_{G}.}

## Примеры
- Группы — это в точности групповые объекты в категории множеств. Здесь m — бинарная операция умножения, e — функция, отправляющая множество-синглетон в тождественный элемент группы, inv сопоставляет элементу группы обратный элемент, а eG отправляет все элементы группы в тождественный.
- Топологическая группа — групповой объект в категории топологических пространств и непрерывных отображений.
- Группа Ли — групповой объект в категории гладких многообразий и гладких отображений.
- Алгебраическая группа — групповой объект в категории алгебраических многообразий и регулярных отображений. В современной алгебраической геометрии рассматривают также более общее понятие групповой схемы[англ.] — группового объекта в категории схем.
- Групповые объекты в категории групп — это в точности абелевы группы. Действительно, если G — абелева группа, то m, e и inv, определённые обычным образом, удовлетворяют свойствам группового объекта (в частности, из абелевости группы G следует, что inv является гомоморфизмом). Обратно, если (G, m, e, inv) — групповой объект в категории групп, можно доказать, что операция m совпадает с изначальной операцией на группе G, из чего следует, что e и inv также определены обычным образом. См. также аргумент Экманна — Хилтона.
- Если C — категория с конечными копроизведениями (в частности, с начальным объектом 0, являющимся копроизведением пустого множества объектов), когрупповой объект категории C — это объект G вместе со следующими морфизмами: «коумножением» m: G → G {\displaystyle \oplus } G, «коединицей» e: G → 0 и «кообращением» inv: G → G, которые удовлетворяют аксиомам, двойственным к перечисленным выше аксиомам группового объекта. Когрупповые объекты естественно возникают в алгебраической топологии.